# Hearts of Iron III
Hearts of Iron III ist ein 2009 erschienenes Globalstrategiespiel und der dritte Teil der Hearts-of-Iron-Reihe. Es wurde wie die Vorgänger vom schwedischen Unternehmen Paradox Interactive entwickelt und veröffentlicht.

## Spielprinzip

### Allgemein
Hearts of Iron III ist ein im Zweiten Weltkrieg angesiedeltes Globalstrategiespiel. Der Spieler übernimmt die Kontrolle über eine von über hundert Nationen und führt diese durch die Zeit des Krieges. Dabei steht ihm die Möglichkeit offen, sich einer der drei Fraktionen, Achse, Alliierte oder Komintern, anzuschließen. Allerdings kann dieser auch neutral bleiben. Eigene Fraktionen aufzubauen ist nicht möglich, allerdings kann man sich mit anderen Staaten direkt verbünden.
Das Spielgeschehen findet ausschließlich auf einer zweidimensionalen Weltkarte statt. Diese ist unterteilt in ungefähr 15.000 Provinzen, die den verschiedenen Nationen zugeordnet sind. In jeder Provinz, die zum eigenen Land gehört, kann der Spieler Gebäude und Infrastruktur errichten sowie Truppen stationieren.
Bei dem Regieren der eigenen Nation besitzt der Spieler zahlreiche Möglichkeiten. Er kann Einfluss nehmen auf die Wirtschaft, die Innenpolitik, die Außenpolitik, die Truppenführung, die Forschung und den Geheimdienst. Diese Aufgaben können auch teilweise oder ganz an den Computer delegiert werden.

### Kampagne
Die Kampagne besteht aus verschiedenen Szenarien, die bedeutende Stadien des Zweiten Weltkriegs darstellen. Sie unterscheiden sich voneinander in erster Linie durch das Startjahr. Die frühste Kampagne beginnt im Jahr 1936.
Der Spielverlauf ist relativ ungebunden. Durch einige historische Ereignisse wird ein grober historischer Verlauf nachgeahmt. Zu den Ereignissen zählen beispielsweise die Wiener Schiedssprüche oder das Unternehmen Otto.

### Außenpolitik
Die Außenpolitik gliedert sich in zwei Teile, den Handel und die Steuerung der internationalen Beziehungen. Der Handel dient dem Beschaffen notwendiger Ressourcen. Die internationalen Beziehungen sind entscheidend für die Zukunft des eigenen Landes. Enge Beziehungen mit einer der drei Fraktionen machen es sehr wahrscheinlich, dass man in den Krieg mit hineingezogen wird.
Dem Spieler stehen zahlreiche außenpolitische Entscheidungsmöglichkeiten zur Verfügung. Er kann Handelsabkommen schließen, Defensiv- und Offensivbündnisse begründen, Nationen den Krieg erklären oder sich einem der drei Blöcke annähern.

### Innenpolitik
Zentrales Element bei der Innenpolitik ist die Förderung der Industrie und der Infrastruktur. Die Leistungsfähigkeit der Industrie entscheidet darüber, wie viele Truppen, Vorräte oder Befestigungen gebaut werden können.
Verwaltet wird das Land mithilfe eines Regierungskabinetts, das aus zwölf Politikern mit verschiedenen Funktionen, etwa Staatschef, Regierungschef oder Wirtschaftsminister, besteht. Die Politiker sind allesamt historische Figuren, so steht die USA z. B. unter der Führung von Präsident Roosevelt, während das Deutsche Reich von Adolf Hitler regiert wird. Jeder Politiker des Kabinetts besitzt verschiedene Modifikatoren, mancher Wirtschaftsminister erhöht z. B. die Zahl der verfügbaren Industriekapazitäts-Punkte.
Ähnlich verhält es sich mit dem aktuellen politischen System des Spielers. Im Spiel sind verschiedene Regierungsformen wie der Faschismus, der Nationalsozialismus, die Sozialdemokratie oder die konstitutionelle Monarchie. Diese wirken sich auf die Innen- und Außenpolitik aus. So erhöht z. B. ein demokratisches System die Zufriedenheit der Bevölkerung in Friedenszeiten und verbessert die Beziehung zu den Alliierten. Faschistische Systeme und Militärdiktaturen sind hingegen in der Lage, effektiver gegen Spione vorzugehen.
Die Wirtschaftskraft eines Landes wird bestimmt durch die Leistungsfähigkeit der Industrie, die mit Punkten angegeben wird und als Industriekapazität bezeichnet wird. Für das Funktionieren der Industrie werden Ressourcen wie Metall oder Öl benötigt. Diese werden in Regionen, die entsprechende Vorkommen besitzen automatisch abgebaut. Die Industrie dient in erster Linie zur Produktion und Versorgung von Truppen.

### Kriegsführung
Die Kriegsführung erfolgt auf der zweidimensionalen Weltkarte. In den eigenen Provinzen platziert der Spieler seine Truppenverbände. Es stehen eine Vielzahl von Truppen zur Verfügung, die sich an zeitgenössischen Militäreinheiten orientieren. Dazu zählen Infanterieverbände, Panzer oder Milizsoldaten. Wenn im Kriegsfall eigene Truppen auf gegnerische Truppen treffen, kommt es zum Kampf. Dieser wird automatisch berechnet anhand verschiedener Parameter wie Art der mitgeführten Truppen, Mannstärke, Gelände und Wetter.
Eine Nation gilt als besiegt, wenn ein gewisser Anteil an Schlüsselstädten vom Gegner besetzt wurde. Der Sieger besitzt dann die Möglichkeit, entweder die Nation zu annektieren oder eine Marionettenregierung einzusetzen. Bei einer Annexion stehen dem Spieler alle Ressourcen des unterworfenen Landes zur Verfügung, allerdings können sich Partisanen gegen den Besatzer formieren. Bei Marionetten besteht diese Gefahr nicht.

## Nationen
In Hearts of Iron sind mehr als 100 Länder vertreten, die alle vom Spieler gespielt werden können. Im Verlauf des Spiels treten die meisten dieser Nation einem der drei großen Machtblöcke, Achse, Alliierte oder Komintern bei. In diesen Blöcken sind zunächst nur wenige Nationen vertreten, so bestehen z. B. die Achsenmächte anfänglich nur aus dem Deutschen Reich.
Die Nationen im Spiel repräsentieren beinahe alle realen Nationen, die zur Zeit des Zweiten Weltkriegs existierten. Ausgelassen sind lediglich Kleinststaaten wie San Marino, Andorra oder der Vatikan. Dafür sind einige Nationen vorhanden, die damals noch nicht gegründet waren, beispielsweise Israel oder Ägypten. Sie können am Spiel teilnehmen, wenn sie von ihrer beherrschenden Macht in die Unabhängigkeit entlassen werden.
| Übersicht über die Fraktionen | Übersicht über die Fraktionen | Übersicht über die Fraktionen                                                         | Übersicht über die Fraktionen | Übersicht über die Fraktionen |
| Flagge                        | Nation                        | Anmerkungen                                                                           | Tendenz                       |                               |
| ----------------------------- | ----------------------------- | ------------------------------------------------------------------------------------- | ----------------------------- | ----------------------------- |
| Vereinigte Staaten 48         | USA                           |                                                                                       | Alliierte                     |                               |
| Vereinigtes Konigreich        | Großbritannien                | Anführer der Alliierten                                                               | Alliierte                     |                               |
| Dritte Französische Republik  | Frankreich                    | Von Anfang an Mitglied der Alliierten                                                 | Alliierte                     |                               |
| Deutsches Reich NS            | Deutsches Reich               | Anführer der Achse                                                                    | Achse                         |                               |
| Sowjetunion 1923              | Sowjetunion                   | Anführer des Komintern-Blocks                                                         | Komintern                     |                               |
| Japan 1870                    | Japan                         |                                                                                       | Achse                         |                               |
| Italien 1861                  | Italien                       |                                                                                       | Achse                         |                               |
| Australien                    | Australien                    |                                                                                       | Alliierte                     |                               |
| Schweden                      | Schweden                      |                                                                                       | Alliierte                     |                               |
| Norwegen                      | Norwegen                      |                                                                                       | Alliierte                     |                               |
| Finnland                      | Finnland                      |                                                                                       | Achse                         |                               |
| Danemark                      | Dänemark                      |                                                                                       | Alliierte                     |                               |
| Niederlande                   | Niederlande                   |                                                                                       | Alliierte                     |                               |
| Belgien                       | Belgien                       |                                                                                       | Alliierte                     |                               |
| Luxemburg                     | Luxemburg                     |                                                                                       | Alliierte                     |                               |
| Irland                        | Irland                        |                                                                                       | Alliierte                     |                               |
| Spanien Zweite Republik       | Spanien                       |                                                                                       | Komintern                     |                               |
| Spanien 1938                  | Spanien                       | Entsteht beim Spanischen Bürgerkrieg                                                  | Achse                         |                               |
| Portugal                      | Portugal                      |                                                                                       | Achse                         |                               |
| Jugoslawien Konigreich 1918   | Jugoslawien                   |                                                                                       | Achse                         |                               |
| Ungarn 1918                   | Ungarn                        |                                                                                       | Achse                         |                               |
| Rumänien Konigreich           | Rumänien                      |                                                                                       | Achse                         |                               |
| Bulgarien 1908                | Bulgarien                     |                                                                                       | Achse                         |                               |
| Königreich Griechenland       | Griechenland                  |                                                                                       | Alliierte                     |                               |
| Albanien 1928                 | Albanien                      |                                                                                       | Alliierte                     |                               |
| Tschechoslowakei 1920         | Tschechoslowakei              |                                                                                       | Alliierte                     |                               |
| Polen 1928                    | Polen                         |                                                                                       | Alliierte                     |                               |
| Schweiz                       | Schweiz                       |                                                                                       | Alliierte                     |                               |
| Litauen 1918                  | Estland                       |                                                                                       | Achse                         |                               |
| Lettland                      | Lettland                      |                                                                                       | Achse                         |                               |
| Estland                       | Litauen                       |                                                                                       | Achse                         |                               |
| Slowakei 1939                 | Slowakei                      | Entsteht bei der Annexion der Tschechoslowakei durch Deutschland als Marionettenstaat | Achse                         |                               |
| Kroatien 1941                 | Kroatien                      | Entsteht bei Eroberung Yugoslaviens durch Deutschland als Marionettenstaat            | Achse                         |                               |
| Neuseeland                    | Neuseeland                    |                                                                                       | Alliierte                     |                               |
| China Republik 1928           | China                         |                                                                                       | Alliierte                     |                               |
| Mandschukuo                   | Mandschukuo                   | Ist von Anfang an eine Marionette von Japan                                           | Achse                         |                               |
| Königreich Irak 1924          | Irak                          | Ist von Anfang an eine Marionette von Großbritannien                                  | Alliierte                     |                               |
| Iran 1925                     | Iran                          |                                                                                       | Achse                         |                               |
| Jemen Konigreich 1927         | Jemen                         | Ist von Anfang an eine Marionette von Großbritannien                                  | Alliierte                     |                               |
| Nepal                         | Nepal                         | Ist von Anfang an eine Marionette von Großbritannien                                  | Alliierte                     |                               |
| Bhutan                        | Bhutan                        | Ist von Anfang an eine Marionette von Großbritannien                                  | Alliierte                     |                               |
| Mongolei Volksrepublik 1924   | Mongolei                      | Ist von Anfang an eine Marionette der UdSSR                                           | Komintern                     |                               |
| Philippinen 1919              | Philippinen                   | Ist von Anfang an eine Marionette der USA                                             | Alliierte                     |                               |
| Saudi-Arabien                 | Saudi-Arabien                 |                                                                                       | Achse                         |                               |
| Tuwa 1933                     | Tuwinische Volksrepublik      | Ist von Anfang an eine Marionette der UdSSR                                           | Komintern                     |                               |
| Thailand 1917                 | Siam                          |                                                                                       | Achse                         |                               |
| Tibet                         | Tibet                         |                                                                                       | Achse                         |                               |
| Afghanistan Königreich 1931   | Afghanistan                   |                                                                                       | Achse                         |                               |
| Athiopien 1897                | Äthiopien                     |                                                                                       | Alliierte                     |                               |
| Sudafrika 1928                | Südafrika                     |                                                                                       | Alliierte                     |                               |
| Liberia                       | Liberia                       |                                                                                       | Alliierte                     |                               |
| Brasilien 1889                | Brasilien                     |                                                                                       | Achse                         |                               |
| Argentinien                   | Argentinien                   |                                                                                       | Achse                         |                               |
| Chile                         | Chile                         |                                                                                       | Alliierte                     |                               |
| Kolumbien                     | Kolumbien                     |                                                                                       | Alliierte                     |                               |
| Venezuela 1930                | Venezuela                     |                                                                                       | Alliierte                     |                               |
| Peru 1825                     | Peru                          |                                                                                       | Achse                         |                               |
| Uruguay                       | Uruguay                       |                                                                                       | Alliierte                     |                               |
| Ecuador                       | Ecuador                       |                                                                                       | Alliierte                     |                               |
| Bolivien                      | Bolivien                      |                                                                                       | Achse                         |                               |
| Guatemala                     | Guatemala                     |                                                                                       | Alliierte                     |                               |
| El Salvador                   | El Salvador                   |                                                                                       | Alliierte                     |                               |
| Costa Rica                    | Costa Rica                    |                                                                                       | Alliierte                     |                               |
| Panama                        | Panama                        |                                                                                       | Alliierte                     |                               |
| Nicaragua                     | Nicaragua                     |                                                                                       | Alliierte                     |                               |
| Honduras                      | Honduras                      |                                                                                       | Alliierte                     |                               |
| Kuba                          | Kuba                          |                                                                                       | Alliierte                     |                               |
| Mexiko 1918                   | Mexiko                        |                                                                                       | Alliierte                     |                               |
| Kanada 1921                   | Kanada                        |                                                                                       | Alliierte                     |                               |
| Italien Sozialrepublik        | Italienische Sozialrepublik   | entsteht, wenn das Königreich Italien besiegt wird                                    | Achse                         |                               |
| Agypten 1922                  | Ägypten                       | Zu Beginn einer Partie keine unabhängige Nation                                       |                               |                               |
| Indien                        | Indien                        | Zu Beginn einer Partie keine unabhängige Nation                                       |                               |                               |
| Syrien 1932                   | Syrien                        | Zu Beginn einer Partie keine unabhängige Nation                                       |                               |                               |
| Israel                        | Israel                        | Zu Beginn einer Partie keine unabhängige Nation                                       |                               |                               |
| Indonesien                    | Indonesien                    | Zu Beginn einer Partie keine unabhängige Nation                                       |                               |                               |
| Pakistan                      | Pakistan                      | Zu Beginn einer Partie keine unabhängige Nation                                       |                               |                               |
| Jordanien                     | Jordanien                     | Zu Beginn einer Partie keine unabhängige Nation                                       |                               |                               |
| Libanon                       | Libanon                       | Zu Beginn einer Partie keine unabhängige Nation                                       |                               |                               |
| Guyana                        | Guyana                        | Zu Beginn einer Partie keine unabhängige Nation                                       |                               |                               |
| Korea Sud 1949                | Südkorea                      | Zu Beginn einer Partie keine unabhängige Nation                                       |                               |                               |
| Korea Nord                    | Nordkorea                     | Zu Beginn einer Partie keine unabhängige Nation                                       |                               |                               |
| Vietnam Sud                   | Vietnam                       | Zu Beginn einer Partie keine unabhängige Nation                                       |                               |                               |

## Entwicklungsgeschichte

### Entwicklung
Hearts of Iron III wurde erstmals auf der Leipziger Messe Games Convention im August 2008 vom Paradox Interactive angekündigt. Als leitender Entwickler fungierte Johan Andersson, der bereits an Europa Universalis mitwirkte. Eine der ersten beschriebenen Neuerungen war die neue Karte, die deutlich über 10.000 Provinzen umfassen solle. Zu diesem Zeitpunkt war der Titel bereits laut Angaben von Paradox seit etwa vier Monaten in Entwicklung und würde voraussichtlich im dritten oder vierten Quartal 2009 erscheinen.
Anfang 2009 stellte Paradox das Spiel bei einer Vorstellung mehrerer Neuheiten in Stockholm vor, darunter eine Erweiterung für Mount & Blade, Majesty 2 und Hearts of Iron III. Im Fokus der Präsentation standen die Fähigkeit der künstlichen Intelligenz, Aufgaben des Spielers zu übernehmen, sowie Detailverbesserungen gegenüber dem Vorgänger. Im März wurde das Spiel für die Game Developers Conference angekündigt. Zu diesem Zeitpunkt befand es sich im Beta-Stadium.
Die Entwickler bestätigten nach umfangreichen Betatests, dass das Spiel 2009 erscheinen werde. Vorher solle eine fast fertige Version auf der Spielemesse E3 in Los Angeles präsentiert werden.
Gegenüber dem Vorgänger wurde die Anzahl der zu erobernden Land- und Meeresgebiete deutlich vergrößert. Ebenfalls wurde die Zahl an Staaten deutlich erhöht. Eine neue Option für Staaten ist, im Falle einer militärischen Niederlage eine Exilregierung zu bilden.

### Veröffentlichung
Am 27. Juli kündigte Paradox an, dass das Spiel Gold-Status erreicht habe und die Arbeiten damit abgeschlossen seien. Schließlich wurde Hearts of Iron am 11. August 2009 erstmals in Nordamerika veröffentlicht. Am 28. August erschien es auch in Europa. Bei der deutschen Version wurden aus Zensurgründen Bilder von hochrangigen deutschen Politikern, etwa Adolf Hitler oder Hermann Göring, entfernt und deren Namen durch Fantasienamen ersetzt. Darüber hinaus wurde die historische Flagge durch die Flagge des deutschen Kaiserreichs ersetzt.
Auf das Spiel folgten drei Erweiterungen. Im Juni 2010 wurde Hearts of Iron III: Semper Fi herausgegeben. Im Juni 2011 folgte For the Motherland. Mit Their Finest Hour im September 2012 erschien das letzte Paket.
Ende November 2011 erschien die Hearts of Iron III: Collection, welche Hearts of Iron III, Hearts of Iron III: Semper Fi  und Hearts of Iron III: For the Motherland, sowie 9 Sprite Packs enthält.

## Rezeption
Hearts of Iron III erhielt nach der Veröffentlichung zunächst eher negative Bewertungen, da das Spiel viele Programmierfehler aufwies.

„Bei Schlachten füllen sich am Kartenrand verschämt zweifarbige Balken, die glatt aus einem Installationsbildschirm kopiert sein könnten. Graue Fenster im Look einer Windows-NT-Fehlermeldung poppen auf und verraten, dass Tiefflieger soeben unsere halbe Invasionsarmee weggepustet haben, zwei Provinzen zum Feind übergelaufen sind und, ach ja, gerade die Atombombe entwickelt wurde.“

„[…] ein Strategiespiel von beeindruckdem Tiefgang, das für die nächsten Jahre (!) fesselt.“